# Christine Sponring
Christine Sponring nació el 22 de junio de 1983 en Schwaz (Austria), es una esquiadora retirada que ganó 1 Medalla en el Campeonato del Mundo (1 de plata) y 3 podiums en la Copa del Mundo de Esquí Alpino.

## Resultados

### Campeonatos Mundiales
- 2001 en Sankt Anton am Arlberg, Austria
  - Combinada: 2.ª
  - Eslalon: 12.ª
- 2003 en St. Moritz, Suiza
  - Descenso: 8.ª
- 2007 en Åre, Suecia
  - Super Gigante: 16.ª

### Copa del Mundo

#### Clasificación General Copa del Mundo
- 2000-2001: 86.ª
- 2001-2002: 54.ª
- 2002-2003: 75.ª
- 2003-2004: 73.ª
- 2004-2005: 102.ª
- 2006-2007: 39.ª
- 2007-2008: 51.ª